# Ifat Reshef
Ifat Reshef (* 1968 in Hadera) ist eine israelische Diplomatin und seit November 2021 die Botschafterin Israels in der Schweiz.

## Leben
Ifat Reshef wurde in Hadera (Chadera) in Nordisrael geboren und wuchs in der Küstenstadt Netanya auf. Sie absolvierte den obligatorischen Militärdienst bei den israelischen Streitkräften. Nach einem Jura-Studium an der Universität Tel Aviv erwarb sie einen LL.M.-Master-Abschluss in Rechtswissenschaften an der Hebräischen Universität von Jerusalem. Seit 1993 ist sie für das israelische Außenministerium tätig. Die ersten diplomatischen Tätigkeiten im Ausland übte sie an den israelischen Botschaften in Kairo und Rom aus, danach arbeitete sie im Center for Policy Research des Außenministeriums Israels. Anschließend war sie stellvertretende Missionschefin an der israelischen Botschaft in Kairo.
Nach ihrer zweiten Amtszeit in Ägypten wurde sie Abteilungsleiterin im Center for Policy Research in Israel. Sie diente in der Folge auch im Rang einer Ministerin an der israelischen Botschaft in Washington, D.C. mit dem Hauptaugenmerk auf politischen Fragen des Nahen Ostens.
Zurück in Israel war sie erneut im Außenministerium als Direktorin der Abteilung für Jordanien, Syrien und den Libanon tätig. Von 2018 bis 2021 war sie die Leiterin des Middle East Bureau des Center for Policy Research, bevor sie schließlich Ende 2021 als Nachfolgerin von Jacob Keidar zur neuen Botschafterin Israels in der Schweiz in Bern ernannt wurde.